# DISH (アルバム)
『DISH』（ディッシュ）は、2001年2月21日にバップから発売された所ジョージ通算18枚目のアルバム。初回限定盤は、特典として8cmCDを同梱した2枚組。

## 内容
大谷幸サウンドプロデュースによるアルバム。

## 収録曲
| 全作詞・作曲: 所ジョージ（1.10作曲以外）、全編曲: 大谷幸。 |                                              |                             |                             |      |
| #                                                          | タイトル                                     | 作詞                        | 作曲・編曲                  | 時間 |
| 1.                                                         | 「こもれびの庭」(Instrumental・作曲：大谷幸) | 所ジョージ （1.10作曲以外） | 所ジョージ （1.10作曲以外） | 1:33 |
| 2.                                                         | 「いつかは販売機」                           | 所ジョージ （1.10作曲以外） | 所ジョージ （1.10作曲以外） | 3:39 |
| 3.                                                         | 「旅は南へ」                                 | 所ジョージ （1.10作曲以外） | 所ジョージ （1.10作曲以外） | 3:11 |
| 4.                                                         | 「海の幸サラダ」                             | 所ジョージ （1.10作曲以外） | 所ジョージ （1.10作曲以外） | 3:30 |
| 5.                                                         | 「意味のない夏」                             | 所ジョージ （1.10作曲以外） | 所ジョージ （1.10作曲以外） | 3:43 |
| 6.                                                         | 「チョコレートを買いに」                     | 所ジョージ （1.10作曲以外） | 所ジョージ （1.10作曲以外） | 4:20 |
| 7.                                                         | 「空に太陽がない」                           | 所ジョージ （1.10作曲以外） | 所ジョージ （1.10作曲以外） | 3:21 |
| 8.                                                         | 「さすらいの旅の前に」                       | 所ジョージ （1.10作曲以外） | 所ジョージ （1.10作曲以外） | 3:34 |
| 9.                                                         | 「魚釣りとYシャツのボタン」                  | 所ジョージ （1.10作曲以外） | 所ジョージ （1.10作曲以外） | 2:55 |
| 10.                                                        | 「あさやけ雲」(Instrumental・作曲：大谷幸)   | 所ジョージ （1.10作曲以外） | 所ジョージ （1.10作曲以外） | 3:45 |
| 合計時間:                                                  | 合計時間:                                    | 33:50                       |                             |      |

| 全作詞・作曲: 所ジョージ、全編曲: 大谷幸。 |                          |            |            |      |
| #                                          | タイトル                 | 作詞       | 作曲・編曲 | 時間 |
| 1.                                         | 「完全燃焼のサツマイモ」 | 所ジョージ | 所ジョージ | 3:57 |
| 合計時間:                                  | 合計時間:                | 3:57       |            |      |

## 曲解説
1. こもれびの庭
2. いつかは販売機
日本テレビ系CGアニメ「デジタル所さん」挿入歌
3. 旅は南へ
4. 海の幸サラダ
5. 意味のない夏
6. チョコレートを買いに
日本テレビ系CGアニメ「デジタル所さん」後期オープニングテーマ
7. 空に太陽がない
錦野旦の「空に太陽があるかぎり」のパロディ。
8. さすらいの旅の前に
9. 魚釣りとYシャツのボタン
前作『LIVE 絶滅の危機』にて断片が披露されていた曲を完成させたもの。
日本テレビ系CGアニメ「デジタル所さん」挿入歌
10. あさやけ雲

### 初回限定特典ディスク
1. 完全燃焼のサツマイモ
『ミュージック・ミュージアム』の企画から生まれたユニット「坂所」のサポーターソング。後に所が選曲したコンピレーション・アルバム『所ジョージ発 運転時好感音楽集』、ベストアルバム『所ジョージ ゴールデン☆ベスト』に収録され、初回盤以外でも入手が可能になった。